# PageRank
PageRank (произн. Пейджранк) е един от алгоритмите за класиране на страници с хипертекстови връзки между тях, използван в търсачката Google. Алгоритъмът е написан от Лари Пейдж (откъдето идва и името PageRank) и от Сергей Брин като част от проучване, проведено от Станфордския университет. През 1998 г. те представят прототипа на търсачката. Името „PageRank“ е търговска марка на Google. Въпреки това, патентът на алгоритъма се дава на Станфордския университет, а не на Google.
PageRank e изцяло вътрешен алгоритъм на Google за класификация на силата на хипервръзките, сочещи към сайтовете. Той работи по скалата от 0 до 10. За сравнение сайтове като youtube.com имат PR 10, а самата Wikipedia.org има PR 9. От самото си създаване PageRank е предназначен да определи SEO силата на даден домейн или страница и претърпява периодични ъпдейти на всеки 2 – 3 месеца. Поради злоупотребата на огромна част от световните SEO експерти, от Google са принудени да ограничат периодичното обновяване на PageRank алгоритъма, а след това и официално да забранят PageRank ъпдейтите на 15 април 2016 г. Основният проблем е, че PageRank се използва като разменна монета и индикатор за силата на един домейн и съответно всички злоупотребяват с това, като продават хипервръзки от сайтовете си с по-висок PageRank. Продаването и купуването на хипервръзки (линкове) рязко противоречи на правилата на Google WebSpam Team за чистота на търсенето.
PageRank към момента е един от основните фактори за позициониране на сайтовете в Google, но това остава изцяло засекретена информация, която не е достъпна за обикновения потребител.